# Eupogonius lineolatus
Eupogonius lineolatus là một loài bọ cánh cứng trong họ Cerambycidae.